# L'Enfant de Kaboul
Pour plus de détails, voir Fiche technique et Distribution.
L'Enfant de Kaboul est un film franco-afghan réalisé par Barmak Akram en 2008.

## Synopsis
Dans l'immense tohu-bohu de Kaboul, un chauffeur de taxi, Khaled, prend en charge une femme et un bébé. Quand la cliente voilée quitte la voiture, surprise : le bébé est là, abandonné sur le siège arrière. Le film raconte trois jours de leur histoire, de ce destin qui a mis entre les mains de Khaled une jeune vie inconnue, dont il veut d'abord se débarrasser et dont il se sentira de plus en plus responsable.

## Fiche technique
Sauf indication contraire, les informations mentionnées dans cette section peuvent être confirmées par les bases de données cinématographiques IMDb et Allociné,  présentes dans la section « Liens externes ».
- Titre : L'Enfant de Kaboul
- Titre original : Kabuli Kid
- Réalisation : Barmak Akram
- Scénario : Barmak Akram, avec la collaboration de Jean-Claude Carrière, Isabelle Broué et Agnès de Sacy
- Musique : Barmak Akram
- Photographie : Laurent Fleutot
- Montage : Hervé de Luze, Élise Fiévet et Pierre Haberer
- Production : Olivier Delbosc et Marc Missonnier
- Pays de production :  France,  Afghanistan
- Langue originale : pachto
- Durée : 97 minutes
- Dates de sortie :
  - Italie : septembre 2008 (Mostra de Venise)
  - Canada : 9 septembre 2008 (Festival de Toronto)
  - France : 29 avril 2009

## Distribution
Sauf indication contraire, les informations mentionnées dans cette section peuvent être confirmées par les bases de données cinématographiques IMDb et Allociné,  présentes dans la section « Liens externes ».
- Hadji Gul Aser (V. F. : Luc-Antoine Diquéro) : Khaled
- Valéry Schatz : Mathieu
- Amélie Glenn : Marie
- Leena Alam : la femme de Khaled
- ? (V. F. : Rémy Darcy) : le père de Khaled
- ? (V. F. : Loïc Houdré) : Kahlil

Source et légende : Version française (V. F.) sur le site d’AlterEgo (la société de doublage)